# Зигмунд фон Фалкенщайн
Зигмунд фон Фалкенщайн (на немски: Sigmund von Falkenstein; † 25 април/юни 1533) е фрайхер на Фалкенщайн в Шварцвалд и Швейцария.

## Произход
Той е син на Томас фон Фалкенщайн († 1482), ландграф в Зизгау, майор на Фрайбург, и втората му съпруга Амелия фон Вайнсберг († пр. 1410), дъщеря на Енгелхард VIII фон Вайнсберг († 1417) и графиня Анна фон Лайнинген-Хартенбург († 1413), дъщеря на граф Емих VI фон Лайнинген-Хартенбург († 1381) и Луитгард фон Фалкенщайн († 1362). Внук е на Ханс Фридрих фон Фалкенщайн († 1427), ландграф в Бухсгау и Зизгау, и Кларана фон Тирщайн († 1465). През 1461 г. фамилията отива на служба в Среден Шварцвалд.

## Фамилия
Зигмунд фон Фалкенщайн се жени пр. 26 октомври 1506 г. за Вероника фон Емс († 1533/1554), вдовица на Георг фон Еберщайн, дъщеря на рицар Ханс I фон Емс († 1490) и втората му съпруга Хелена фон Клингенберг († 1501). Те имат две деца:
- Йохан Кристоф фон Фалкенщайн († 2 ноември 1568), фрайхер фон Фалкенщайн, женен I. за Катарина фон Валдбург (* 1560?; † 11 март 1561), II. на 30 април 1543 г. за Анна фон Фюрстенберг (* 14 декември 1524; † 11 ноември 1568), няма деца;[3]
- Анна фон Фалкенщайн († 14 декември 1558), омъжена I. на 19 април 1518 г. за Ханс Георг фон Бодман († 8 февруари 1533), II. пр. 12 декември 1541 г. за фрайхер Ханс Лудвиг фон Щауфен († сл. 1541)